# Agustín Spínola
Agustín de Spínola Basadone (Gênova, 27 de agosto de 1597 - Sevilha, 12 de fevereiro de 1649) foi um cardeal espanhol de origem genovesa, arcebispo de Sevilha, homem de estado do rei Filipe IV de Espanha.

## Biografia
Era o segundo varão do general Ambrósio Spínola, 1º marquês de Los Balbases, que prestava serviços como Condotiero nos Países Baixos Espanhóis e de sua esposa, Giovanetta Baciadonne Doria, filha do conde de Galerata. Inicialmente, ele foi educado por excelentes professores particulares; sua mãe cuidou de sua formação religiosa e devocional. Depois, estudou gramática em Alcalá de Henares e mais tarde, a partir de outubro de 1614, ele estudou na Universidade de Salamanca, tornando-se um excelente cânone e teólogo.
Depois de terminar os estudos em Salamanca, voltou a Madri. A morte de sua mãe o fez resolver seguir sua vocação eclesiástica. Ele foi promovido ao cardinalado a pedido do rei Filipe IV da Espanha, uma vez que quando criança, fizera parte do séquito de Margarida da Áustria.
Assim, foi criado cardeal-diácono no Consistório de 11 de janeiro de 1621. O papa enviou-lhe o barrete, que foi recebido no mosteiro de San Bartolomé de Lupiana, em Guadalajara.
Recebeu as ordens sagradas na Corte de Madri, com dispensa papal por ainda não ter atingido a idade canônica, de Iñigo de Brizuela (ou Bricuela), bispo de Segóvia, presidente da Junta de Flandres. Com dispensa papal também, ele recebeu em três dias o subdiaconato, o diaconato e o presbiterato. Ele celebrou sua primeira missa no Colégio Jesuíta Jesús del Monte, perto de Alcalá, em particular e assistido apenas pelos Padres da Companhia de Jesus. Ele viveu em Alcalá de Henares por algum tempo, praticando inúmeras obras de caridade para com os mais necessitados. Em 6 de janeiro de 1623, o rei Filipe IV da Espanha o propôs para a Diocese de Tortosa e pediu ao papa que o dispensasse por ainda não ter atingido trinta anos de idade, a idade canônica para ser bispo.
Desse modo, foi eleito bispo de Tortosa em 5 de março de 1623, sendo consagrado em 12 de abril de 1623, na Capela Real de Madri, por Andrés Pacheco, bispo de Cuenca, Inquisidor geral, assistido por Alonso Requeséns Fenollet, bispo titular de Rosanensis e por António de Gouveia, O.S.A., bispo titular de Cirene. O rei, a rainha e a corte espanhola compareceram à cerimônia. Ele deu entrada em sua Sé em 24 de julho daquele ano, quatro dias antes do falecimento do Papa Gregório XV.
Quando chegou em Roma, pode receber do novo Papa Urbano VIII o chapéu vermelho em 23 de novembro de 1623 e a diaconia de Santos Cosme e Damião em 18 de dezembro de 1623. Ele partiu de Roma para Tortosa em 18 de janeiro de 1624 e chegou no início de abril daquele ano. Durante seu episcopado, recebeu de Urbano VIII as relíquias de São Crescêncio, mártir romano. Realizou uma visita pastoral pela diocese e promoveu a formação espiritual e intelectual do clero, além de fundar a Igreja de Santiago em Tortosa.
O rei Filipe IV o nomeou para a sé metropolitana de Granada em 12 de julho de 1626, sendo promovido em 7 de setembro de 1626; nesse mesmo dia, ele recebeu o pálio, na catedral de Jaén do cardeal Baltasar Moscoso y Sandoval, bispo daquela diocese. Durante seu episcopado, ele realizou duas visitas pastorais pela arquidiocese, trabalhou para melhorar os costumes intelectuais e morais do clero e, em 1628, ele ordenou celebrações especiais na festa de Santo Inácio de Loyola, fundador da Companhia de Jesus, cuja ordem o cardeal foi muito próximo e solidário.
Em 1630, Filipe IV o propôs para a Arquidiocese de Santiago de Compostela. Inicialmente, o cardeal Spínola pediu ao monarca que não o transferisse de Granada e foi para Madri em 21 de março, contudo, a pedido de seu pai, o marquês Ambrósio, o cardeal aceitou a transferência, que ocorreu em 23 de outubro.
Foi a Roma para obter mais apoio do papa para a Casa da Áustria, junto com o cardeal Moscoso Sandoval e outros prelados. O cardeal Spínola expressou ao rei sua opinião de que essa viagem não era aconselhável e poderia ter resultados opostos, todavia, chegou a Roma em 28 de junho de 1630 e lá residiu até 1635. Enquanto em Roma, ele designou visitantes para sua arquidiocese para se manter informado das necessidades dos fiéis. O rei queria que o cardeal renunciasse à Sé de Santiago e permanecesse em Roma, mas o cardeal não aceitou.
Tornou-se cardeal-presbítero e recebeu o título de São Bartolomeu na Ilha Tiberina em 24 de março de 1631. Entre 10 de janeiro de 1632 e 9 de janeiro de 1633, foi o Camerlengo do Sacro Colégio Cardinalício.
Chamado à Corte, ele chegou em outubro de 1635, seguindo para Santiago de Compostela em março de 1636. Foi nomeado presidente da Junta de Inteligências de Portugal em 1640. Em fevereiro de 1643, Filipe IV o nomeou para a Arquidiocese de Sevilha, onde assumiu a Cátedra em 16 de janeiro de 1645 e deu entrada em 22 de maio, recebendo o pálio em 6 de fevereiro de 1646. Foi governador em exercício e capitão geral da Galiza por três meses em 1643; durante esse tempo, ele teve que controlar uma rebelião provocada por Portugal, no âmbito da Guerra da Restauração.
Em 1647, ele ajudou as vítimas afetadas pela praga em Sevilha, que causou mais de 150 mil mortes na região da Arquidiocese. Ele era famoso por sua piedade, sabedoria e generosidade para com os mais necessitados, distribuindo entre eles 30.000 escudos por ano.
Morreu em uma sexta-feira, 12 de fevereiro de 1649, às 8h, de gota e febre, em Sevilha. Ele havia confessado o padre Diego del Marmol, S.J. e recebido os sacramentos da Igreja no capítulo da catedral. Seu corpo foi embalsamado e exposto no palácio arquiepiscopal. A missa fúnebre ocorreu em 15 de fevereiro na Catedral de Sevilha e o sermão foi proferido pelo padre Diego de Rivera, S.J. À noite, o corpo foi levado para a Casa dos Professores Jesuítas e enterrado no lado direito da capela-mor, conforme a vontade do cardeal. Em seu testamento, ele deixou partes de uma casa que herdara e estava no dote de sua mãe, para seus parentes e o resto de seu patrimônio ele deu aos pobres. Entre seus beneficiários estavam o Colégio Jesuíta da Conceição e a Faculdade Teológica, também da Companhia de Jesus, que ele havia fundado.

## Conclaves
- Conclave de 1621 - Não participou do Conclave que elegeu o Papa Gregório XV, porque, quando chegou a Barcelona a caminho de Roma, soube das notícias da eleição do novo papa; ele voltou a Madri para receber as ordens sagradas.
- Conclave de 1623 - Não participou do Conclave que elegeu o Papa Urbano VIII, pois quando chegou a Barcelona em 2 de agosto, no mesmo dia, partiu para Gênova, onde soube que um novo papa havia sido eleito.
- Conclave de 1644 - Não participou do Conclave que elegeu o Papa Inocêncio X, pois estava em transferência para a Arquidiocese de Sevilha.